# Nymphalis ziegleri
Nymphalis ziegleri är en fjärilsart som beskrevs av Gramann 1920. Nymphalis ziegleri ingår i släktet Nymphalis och familjen praktfjärilar. Inga underarter finns listade i Catalogue of Life.